# Крайтон-Стюарт, Джон, 4-й маркиз Бьют
Джон Крайтон-Стюарт, 4-й маркиз Бьют (англ. John Crichton-Stuart, 4th Marquess of Bute; 20 июня 1881 — 25 апреля 1947) — шотландский аристократ и пэр.

## Биография

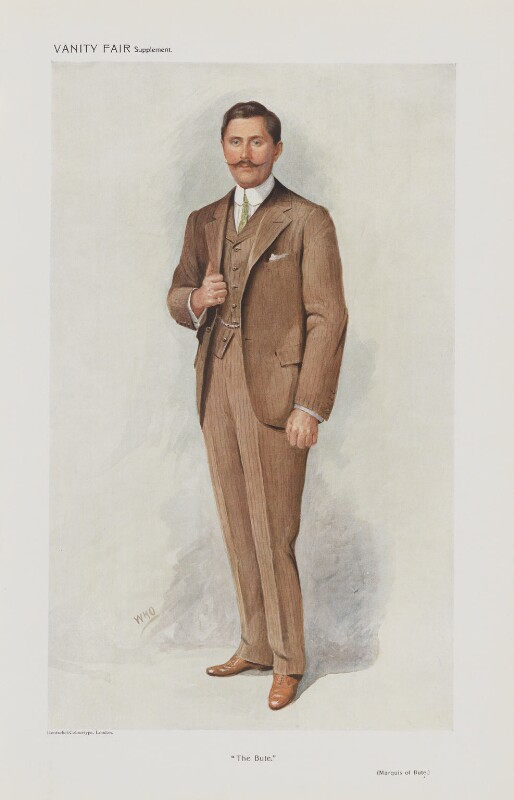
«Бьют», карикатура «КТО» в «Ярмарке тщеславия», 1910 год.

Лорд Бьют родился 20 июня 1881 года в Чизик-хаусе в Чизике, Лондон. Старший сын Джона Патрика Крайтона-Стюарта, 3-го маркиза Бьюта (1847—1900), и Достопочтенной Гвендолен Мэри Энн Фицалан-Говард (1854—1932), дочери Эдварда Фицалана-Говарда, 1-го барона Говарда из Глоссопа, и внучке 13-го герцога Норфолка.
Он получил образование в школе Харроу и сменил своего отца на посту маркиза Бьют в октябре 1900 года, когда ему было девятнадцать лет. В начале 1902 года он был в турне по Дальнему Востоку. Достигнув совершеннолетия в июне 1902 года, он стал почетным гражданином города Ротсей, а позже в том же месяце принял присягу и занял свое место в Палате лордов . 4-й маркиз Бьют, который, как и его отец, был кавалером Ордена Чертополоха.
Он также питал страсть к архитектуре и отвечал за восстановление замка Кайрфилли в Южном Уэльсе. В 1936 году он опубликовал брошюру под названием «Призыв к сохранению архитектурного наследия Шотландии», в которой выступал за сохранение небольших жилых домов Шотландии и выступал за восстановление традиционного жилья рабочего класса, а не за массовый снос. Он стал «человеком, который продал город», когда в 1938 году избавился от оставшегося семейного поместья Бьют в Кардиффе .

## Семейная жизнь

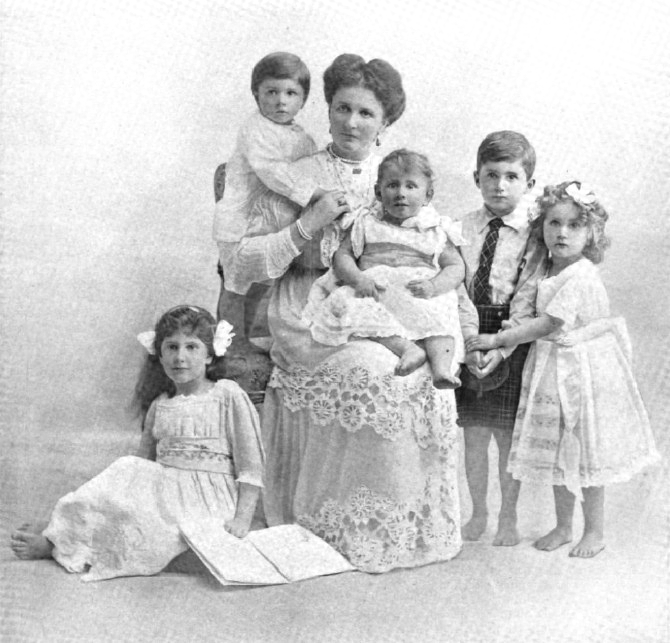
Августа Крайтон-Стюарт, маркиза Бьют со своими детьми

6 июля 1905 года в Каслбеллингеме лорд Бьют женился на Августе Мэри Монике Беллингем (19 августа 1880 — 16 мая 1947), дочери сэра (Алана) Генри Беллингема, 4-го баронета (1846—1921), и Леди Констанс Джулии Элеонор Джорджианы Ноэль (1847—1891). За пышной свадьбой в замке Беллингем в деревне Каслбеллингем в графстве Лаут, Ирландия, последовала вечеринка в Маунт-Стюарт-хаусе в Шотландии. Для съемок этого события была нанята кинокомпания, один из самых ранних примеров того, как аристократические классы снимали частный фильм.
У них было семеро детей:
- Леди Мэри Крайтон-Стюарт (8 мая 1906—1980); в 1933 году вышла замуж за Эдварда Уокера, двое детей
- Джон Крайтон-Стюарт, 5-й маркиз Бьют (4 августа 1907 — 14 августа 1956), старший сын и преемник отца
- Леди Джин Крайтон-Стюарт (28 октября 1908 — 23 октября 1995); с 1928 года замужем за лейтенантом-полковником достопочтенным Джеймсом Берти (1901—1966), от брака с которым у неё было два сына. Её старшим сыном был брат Эндрю Уиллоуби Ниниан Берти, принц и великий магистр Суверенного военного Мальтийского ордена с 1988 года до своей смерти в 2008 году.
- Лорд Роберт Крайтон-Стюарт (12 декабря 1909 — 26 июня 1976), в 1934 году женился на леди Джанет Эгиде Монтгомери (1911—1999), дочери Арчибальда Монтгомери, 16-го графа Эглинтона. Двое детей
- Лорд Дэвид Крайтон-Стюарт (8 февраля 1911 — 3 марта 1970); в 1940 году женился на Урсуле Пакке (1913—1989) и имел двух детей.
- Лорд Патрик Крайтон-Стюарт (1 февраля 1913 — 5 февраля 1956), 1-я жена с 1937 года Джейн фон Бар (? — 1944), 2-я жена с 1947 года Линда Ирэн Эванс (? — 1974). Двое детей от первого брака.
- Капитан лорд Ридиан Крайтон-Стюарт (4 июня 1917 — 25 июня 1969); в 1939 году женился на Селине ван Вейк (? — 1985), от брака с которой у него было трое детей.